# Тимченко, Максим Викторович
Макси́м Ви́кторович Ти́мченко (родился 12 августа 1975 г., Новоселицы, Новгородская область) — генеральный директор ДТЭК. Возглавляет компанию с момента её основания в 2005 году. Под его руководством ДТЭК прошёл путь от региональной компании традиционной энергетики до крупнейшего частного национального инвестора и лидера изменений энергетической отрасли Украины. За 15 лет компания инвестировала в энергетику и устойчивое развитие $11,9 млрд.
Максим Тимченко входит в комьюнити Electricity Governors, которое объединяет руководителей компаний и организаций — партнёров Всемирного Экономического Форума.
Максим Тимченко поддерживает энергонезависимость Украины и интеграцию с европейской энергосистемой ENTSO-E, выступает за трансформацию отрасли, инновации и цифровизацию энергетики.

## Образование
В 1997 году Максим Тимченко с отличием окончил Донецкую государственную академию управления по специальности «Менеджмент в производственной сфере». Продолжил обучение в университете Манчестера (University of Manchester), имеет диплом с отличием и степень бакалавра экономики и социальных наук (Bachelor of Arts in Economic and Social Studies).
В 2011 году успешно закончил совместную Executive Development Programme Академии ДТЭК и London Business School «Энергия лидера». Является членом Ассоциации дипломированных сертифицированных бухгалтеров (ACCA).

## Профессиональный путь
Свою карьеру Максим Тимченко начал в 1999 году в PricewaterhouseCoopers. За четыре года прошёл путь от консультанта до старшего аудитора.
В 2002—2005 годах работал старшим менеджером в ЗАО «СКМ». На этой должности Максим Тимченко курировал работу энергетического бизнеса до его выделения в ДТЭК.
С 2005 года — генеральный директор компании ДТЭК.

## Управление компанией ДТЭК
Максим Тимченко занимает должность генерального директора ДТЭК с момента основания компании в июле 2005 года. Под его руководством были определены ключевые направления стратегического развития ДТЭК. Максим Тимченко был одним из ключевых инициаторов создания в рамках группы СКМ вертикально интегрированной цепочки предприятий, работающих в сферах добычи угля, генерации и дистрибуции электроэнергии. Это позволило компании успешно преодолеть последствия мирового экономического кризиса 2008 года. Вертикальная интеграция производственных предприятий неоднократно обеспечила необходимую безопасность и возможность развития даже в неблагоприятных условиях. ДТЭК — лидер и крупнейший частный инвестор энергетической отрасли Украины. Предприятия компании добывают уголь и природный газ, производят электроэнергию на солнечных, ветровых и тепловых электростанциях, распределяют и поставляют электроэнергию потребителям, осуществляют оптовую торговлю энергоресурсами на украинском и зарубежных рынках, предоставляют клиентам продукты и услуги для рационального использования энергоресурсов и развивают сеть скоростных зарядных станций. В каждом из направлений бизнеса ДТЭК производственные предприятия объединены в операционные холдинги. Также компания имеет открытую инновационную образовательную платформу Academy DTEK, которая обеспечивает развитие талантов сотрудников и предоставляет образовательные услуги для внешних клиентов — представителей государственного сектора и бизнеса. По оценке Deloitte, ДТЭК вошёл в ТОП-10 динамично развивающихся компаний Центральной и Восточной Европы.
В 2020 году Максим Тимченко представил Новую Стратегию ДТЭК 2030, основанную на принципах ESG, планы и этапы трансформации ДТЭК в инновационную цифровую экологичную компанию.
В ДТЭК работает 60 тысяч сотрудников. Предприятия ДТЭК признаны лучшими работодателями Украины по рейтингам международной аудиторской компании EY и деловых изданий Украины. В 2020 году капитальные вложения ДТЭК составили 12 млрд грн, налоговые отчисления — 21 млрд грн. 100 % компании принадлежит SCM Limited. Конечным бенефициаром является Ринат Ахметов.
Под руководством Максима Тимченко компания развивается в соответствии с мировыми тенденциями, внедряет инновации и новые технологии, создает новые направления бизнеса, реализует программу цифровой трансформации для устойчивого развития:
- В 2019 году ДТЭК принял ESG-стратегию, в которую интегрированы 12 Целей устойчивого развития Глобального договора ООН[23].
- В ноябре 2019 г. ДТЭК ВИЭ выпустил первые зеленые еврооблигации на сумму 325 млн евро под 8,50 % сроком на 5 лет. Размещение облигаций стало знаковым дебютом для компании, региона и отрасли. Это позволило ДТЭК стать первопроходцем на украинском рынке ВИЭ. Сделка стала первым в истории выпуском зелёных облигаций класса «В», деноминированных в евро, и первым выпуском облигаций компании ВИЭ в Центральной и Восточной Европе[24][25][26].
- Создана дирекция по инновациям ДТЭК. Её главные задачи — поиск и внедрение новых технологий, формирование культуры открытых инноваций, скаутинг стартапов, а также содействие развитию украинской инновационной экосистемы. Ключевые проекты дирекции по инновациям — водород и системы накопления энергии[27].
- ДТЭК	реализует программу цифровой трансформации	MODUS. MODUS — это долгосрочная DX программа ДТЭК, который первым в украинской энергетике начал комплексную цифровую трансформацию[28].
- В 2019 году Academy DTEK была признана лучшей бизнес-школой мира в категории «Корпоративная ответственность» по версии Global CCU Awards[29].
- В марте 2020 года ДТЭК, впервые в Украине, проложил Wi-Fi связь на глубине 500 метров на шахте «Юбилейная» (Днепропетровская обл.) для развертывания многофункциональной системы обеспечения безопасности шахтёров. Это достижение было внесено в Книгу рекордов Украины[30][31].
- В 2020 ДТЭК присоединился к новой глобальной Платформе Всемирного экономического форума (WEF) по борьбе с коронавирусом COVID-19[32].
- ДТЭК обеспечил поддержку региональным больницам в Львовской, Ивано-Франковской, Луганской, Донецкой, Днепропетровской, Запорожской и Полтавской областях. Представители ДТЭК вошли в региональные Штабы этих областей[33].
- ДТЭК стал первой компанией в Украине, которая вошла в Ассоциацию Hydrogen Europe. Она объединяет лидеров в сфере применения водородных технологий в Европе[34].
- В июле 2020 ДТЭК отметил свое 15-летие.
- В 2020 году ДТЭК подписал контракт с американской компанией Honeywell на поставку литий-ионной СНЭ мощностью 1 МВт и емкостью 2.25 МВт-ч. — первой в Украине системы накопления энергии промышленного масштаба[35].
- В 2020 ДТЭК получил награду Green Bond Pioneer Award за дебютный выпуск зеленых облигаций от Climate Bond Initiative[36].
- В 2020 году, за внедрение искусственного интеллекта в систему безопасности на Ладыжинской ТЭС, ДТЭК и Limpid Technology заняли третье место в Ukraine Innovation Awards[37].
- В 2020 году на форуме «ЕКОтрансформация 2020» ДТЭК Сети и ДТЭК Нефтегаз получили Эко-Оскары за системную реализацию природоохранных мероприятий в своей деятельности[38].
- В ноябре 2020 года ДТЭК присоединился к инициативе первой Леди Елены Зеленской «Бизнес без барьеров»[39][40].
- В декабре 2020 года ДТЭК первым среди украинских компаний присоединился к глобальному движению The Valuable 500[41][42].
- 9 декабря 2020 года ДТЭК совместно с представителями бизнеса и общественными организациями присоединился к инициативе Глобального договора ООН и подписали Меморандум о совместных действиях по антикоррупции в Украине[43].
- 22 декабря 2020 года ДТЭК представил Новую стратегию ДТЭК 2030, основанная на принципах ESG[44][45].
- ДТЭК среди лидеров по Индексу прозрачности компаний Украины 2020[46].

## Социальная активность
С 2019 года Максим Тимченко — член Наблюдательного совета Глобального Договора ООН в Украине. Является главой комиссии в проектах MBA Academy DTEK, которая создает нестандартные форматы в учебных проектах, внедряет инновационные подходы в образовании, передовые зарубежные практики, развивает образовательную экосистему в Украине.

## Награды
- Лучший ТОП-менеджер Украины 2008, 2009, 2010, 2012, 2013, 2019 гг. — рейтинг «ТОП-100» издательства «Экономика»[11]
- Победитель в номинации «pressЗНАНИЕ» конкурса PRESSзвание 2009[48][49]
- Вошёл в первую десятку рейтинга «25 лучших СЕО» Forbes Украина[50]
- Топ-25 лучших топ-менеджеров Украины по версии журнала «ТОП-100. Рейтинги крупнейших» в 2020 году. Номинация: «Лучший управленец частной компании» и «Антикризисный менеджер»[51]
- В 2021 году возглавил рейтинг лучших управленцев Украины по версии журнала «ТОП 100. Рейтинги крупнейших»[52]

## Публикации
- Будущее украинской энергетики. Интервью с Максимом Тимченко, генеральным директором ДТЭК (НВ)
- Інтерв’ю Генерального директора Максима Тімченка РБК-Україна
- Гендиректор ДТЭК Максим Тимченко: Нельзя строить бизнес на лоббировании каких-либо назначений (РБК)
- Crisis on high: The DTEK story, as told by Maxim Timchenko(Kyiv Post)
- Ukraine must work with leading nations to build sustainable energy markets (WEF)
- Maxim Timchenko: Environmental, social and corporate governance — new bedrock for business (Kyiv Post)
- Maxim Timchenko: Energy for new Ukraine (Kyiv Post)